# ديفيد أو. مورغان
ديفيد أو. مورغان (بالإنجليزية: David Morgan)‏ هو مؤرخ أمريكي، ولد في 29 أبريل 1945، وتوفي في 23 أكتوبر 2019.